# Spokane Valley
Spokane Valley är en stad i Spokane County i delstaten Washington. Vid 2020 års folkräkning hade Spokane Valley 102 976 invånare.